# حمام ملا باقرعلیا
حمام ملاباقرعلیا مربوط به دوره زندیه است و در شهرستان شازند، بخش سربند، روستای ملاباقر واقع شده و این اثر در تاریخ ۱۸ اسفند ۱۳۸۷ با شمارهٔ ثبت ۲۵۳۸۰ به‌عنوان یکی از آثار ملی ایران به ثبت رسیده است.